# Rollei
Rollei GmbH es una empresa alemana fabricante de cámaras fotográficas. Fue fundada el 1 de febrero de 1920 con el nombre de Franke & Heidecke por Paul Franke y Reinhold Heidecke en Braunschweig, Baja Sajonia.
Esta marca es conocida principalmente por la fabricación de modelos de cámaras réflex, en especial por la serie Rolleiflex, popular durante las décadas de 1950 y 1960. Rollei ha fabricado series de cámaras de formato mediano — como la Rolleiflex y la Rolleicord—, aunque también produjo cámaras de 35 mm como la Rollei 35, la Rolleiflex SL35 y la Rolleimatic. 
Los modelos de cámaras de Rollei normalmente emplean lentes de las marcas alemanas Carl Zeiss AG y Schneider Kreuznach.